# Pelochyta draudti
Pelochyta draudti är en fjärilsart som beskrevs av Adalbert Seitz 1922. Pelochyta draudti ingår i släktet Pelochyta och familjen björnspinnare. Inga underarter finns listade i Catalogue of Life.